# ペーザロ
ペーザロ（伊: Pesaro ( 音声ファイル)）は、イタリア共和国マルケ州北部にある都市で、その周辺地域を含む人口約96,000人の基礎自治体（コムーネ）。ペーザロ・エ・ウルビーノ県の県都のひとつである。州都アンコーナに次ぎ、マルケ州第二のコムーネ人口を持つ。
アドリア海に面し観光の中心である。古代にはピサウルムと呼んだ。作曲家ジョアキーノ・ロッシーニの生まれた町で、ここでは彼の家だった博物館、彼の名を冠した音楽学校、劇場などを見ることができ、毎年、ロッシーニ・オペラ・フェスティバルが催され世界中からオペラ音楽の愛好家が集まっている。
コムーネ統廃合 (it:Fusione di comuni italiani) により、2020年7月1日にモンテチッカルドを編入した。

## 地理

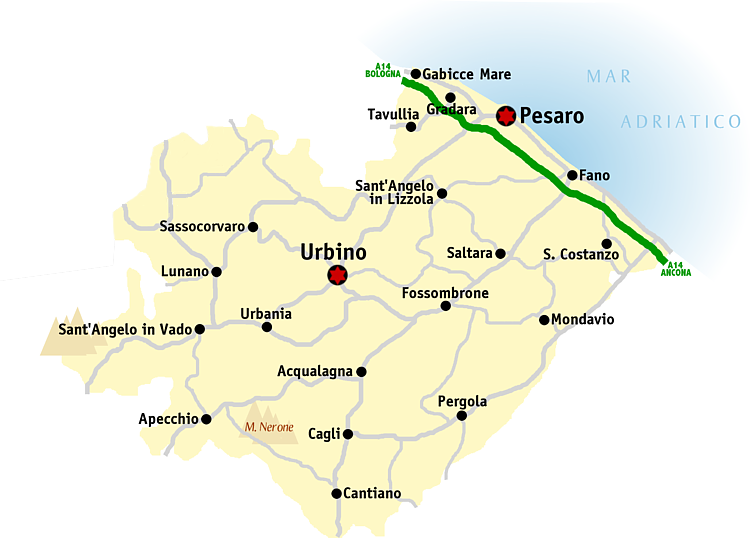
ペーザロ・エ・ウルビーノ県概略図

### 位置・広がり
ペーザロ・エ・ウルビーノ県北東部に位置する、アドリア海に面したコムーネで、ウルビーノとともに県都とされている。ペーザロの市街は、ウルビーノから北東へ31km、リミニから東南東へ33km、サンマリノ市から東へ38km、州都アンコーナから北西へ59kmの距離にある。

### 隣接コムーネ
隣接するコムーネは以下の通り。
| - コッリ・アル・メタウロ - ファーノ - ガビッチェ・マーレ - グラダーラ - モンバロッチョ - モンテフェルチーノ - モンテラッバーテ - タヴッリア - ウルビーノ - ヴァッレフォリア |

### 気候分類・地震分類
ペーザロにおけるイタリアの気候分類 (it) および度日は、zona D, 2083 GGである。
また、イタリアの地震リスク階級 (it) では、zona 2 (sismicità media) に分類される。

## 行政

### 分離集落
ペーザロには、以下の分離集落（フラツィオーネ）がある。
- Borgo Santa Maria, Candelara, Case Bruciate, Casteldimezzo, Cattabrighe, Chiusa di Ginestreto, Colombarone, Fiorenzuola di Focara, Ginestreto, Monteciccardo, Novilara, Ponte Valle, Pozzo Alto, Santa Maria dell'Arzilla, Santa Marina Alta, Santa Veneranda, Trebbiantico, Tre Ponti, Villa Ceccolini, Villa Fastiggi, Villa San Martino

## 姉妹都市
- ロヴィニ（クロアチア）
- ナンテール（フランス）
- リュブリャナ（スロヴェニア）
- ワトフォード（イギリス）
- 秦皇島市（中華人民共和国）
- ラファフ（パレスチナ）
- ケイタ（ニジェール）
- 掛川市（日本・静岡県）
  - 2016年9月20日 - 姉妹都市協定締結
2015年3月、ペーザロのロッシーニ歌劇場管弦楽団が掛川で東日本復興支援のためのレクイエムコンサートを開いたのが契機[7][8]。

## 人物

### 著名な出身者
- ジョアキーノ・ロッシーニ - 作曲家
- レナータ・テバルディ - オペラ歌手
- リズ・オルトラーニ - 作曲家
- ジャンニ・モルビデリ - F1ドライバー
- マッシモ・アンブロジーニ - サッカー選手
- アルナルド・フォルラーニ - 政治家、イタリア共和国首相。